# Moderna galleriet, Zagreb
Moderna galleriet (kroatiska: Moderna galerija, akronym MG) är ett konstmuseum i Zagreb i Kroatien. Museet etablerades år 1905 och är sedan år 1934 inrymt i Vranyczanypalatset vid Zrinjevac i Nedre staden. I museets innehav finns de mest omfattande och viktigaste samlingarna av kroatisk konst från 1800-talet till nutid.

## Historik
Moderna galleriet, ursprungligen kallat Nationella galleriet för kroatisk konst, har sitt ursprung från 1900-talets början då det etablerades av Konstföreningen (Društvo umjetnosti) genom en donation av målningar och skulpturer som skänktes till föreningen av Josip Juraj Strossmayer.
Izidor Kršnjavi (konstnär, politiker och medlemmen av Konstföreningen) föreslog år 1899 grundandet av Nationella galleriet för kroatisk konst, senare kallat Moderna galleriet. För att högtidlighålla Konstföreningens 30-årsjubileum förvärvades tre konstverk våren 1905 för det framtida Moderna galleriet. Detta inköp och årtal ses formellt som det år då Moderna galleriet etablerandes. Samlingen kom senare att växa med det skulle dröja till år 1914 innan den öppnades för allmänheten.
I takt med att samlingen växte uppstod behovet av nya lokaler och år 1934 flyttades museet till Vranyczanypalatset där det, med undantag för en kort period under andra världskriget, har varit inrymt till idag.

## Samlingar
I museets samlingar ingår mer än 9 800 verk av moderna och samtida målare, skulptörer, medaljformgivare och mediekonstnärer. I den permanenta utställningen visas mer än 750 verk av bland annat de framstående konstnärerna Vlaho Bukovac, Robert Frangeš-Mihanović, Ferdinand Kulmer, Ivan Meštrović och Slava Raškaj. Utställningen är disponerad på två våningar i Vranyczanypalatset och uppvisar förutom de enskilda verken även deras plats på den moderna kroatiska konstscenen och i det kroatiska samhället.
Utöver den permanenta utställningen organiserar museet särskilda utställningar. Under år 2009 organiserade museet en multisensorisk utställning med syfte att hjälpa synskadade att uppleva den moderna kroatiska konsten genom beröring och ljud. Museet organiserar även tillfälliga utställningar av utländska och inhemska konstnärer.